# Costituzione greca del 1968
La Costituzione greca del 1968 (in greco Σύνταγμα του 1968?) era la costituzione greca, in gran parte non attuata, promulgata nel maggio 1968 dal regime militare che aveva governato la Grecia dal golpe del 21 aprile 1967. Fu confermata da un referendum nel settembre 1968 a seguito di un'intensa campagna di propaganda di tre mesi da parte del regime.
La costituzione manteneva la monarchia greca e prevedeva il ritorno a un sistema parlamentare. Il parlamento doveva essere ridotto a 150 membri. Re Costantino II, che era in esilio autoimposto dopo il suo fallito controgolpe del 13 dicembre 1967, sarebbe stato autorizzato a tornare dopo le prime elezioni parlamentari a meno che il governo non lo avesse richiamato prima. Tuttavia, la giunta, guidata dal primo ministro Georgios Papadopoulos, dichiarò che le elezioni non si sarebbero svolte fino a quando la "mentalità greca" non fosse stata sufficientemente riformata. La maggior parte delle garanzie dei diritti civili fu sospesa fino al ripristino del governo civile.
La costituzione riservava esplicitamente un ruolo regolamentare all'esercito greco, che aveva il compito di "mantenimento dell'ordine sociale e politico". Erano previsti ulteriori controlli sotto forma di una corte costituzionale e di un potente Consiglio di sicurezza nazionale. In ogni caso, poiché le elezioni non si tennero mai e il governo militare continuò, la costituzione non fu pienamente attuata. Fu sostituita dalla Costituzione greca del 1973, sempre redatta dalla giunta, che abolì la monarchia e creò una repubblica presidenziale.